# گالاوی (کالیفرنیا)
گالاوی (به انگلیسی: Gallaway) یک منطقهٔ مسکونی در ایالات متحده آمریکا است که در شهرستان مندوسینو، کالیفرنیا واقع شده‌است. گالاوی ۲۷ متر بالاتر از سطح دریا واقع شده‌است.